# Daydream (album d'Aimer)
Pour les articles homonymes, voir Daydream.
Albums de Aimer
DAWN
(2015) Best Selection "Blanc"
Best Selection "Noir"
(2017)
Singles
1. ninelie
Sortie : 11 mai 2016
2. insane dream
Sortie : 7 juillet 2016
3. us
Sortie : 7 juillet 2016
4. Chōchō musubi
Sortie : 17 août 2016
5. Falling Alone
Sortie : 19 août 2016

daydream est le quatrième album studio d'Aimer, sorti le 21 septembre 2016 sous le label SME Records. L'album contient 13 morceaux de musique, dont cinq ont déjà été publiés dans un mini-album et des singles d'Aimer.

## Résumé
Le 18 août 2016, le quatrième album studio d'Aimer daydream a été annoncé pour le 21 septembre de la même année avec la collaboration de différents artistes populaires pour ces chansons tels que Taka (ONE OK ROCK), Yōjirō Noda (RADWIMPS), TK (Ling tosite sigure), chelly (EGOIST), Takahito Uchisawa (androp (en)), Hiroyuki Sawano, Sukima Switch et Mao Abe. La chanson Falling Alone a été utilisée comme piste principale et a été précédemment publié comme un aperçu de l'album.
Celui-ci se décline en trois versions : une édition CD standard et deux éditions limitées,,. L'une des éditions limitées a été regroupée avec un DVD contenant les cinq clips de ses singles et la version spéciale de l'ending du premier film Kabaneri of the Iron Fortress; l'autre édition limitée dispose d'un disque Blu-ray qui possède également le même contenu que le DVD mais avec les prestations en direct d'un de ses concerts.
L'album a culminé à la 2de place du classement hebdomadaire des albums de l'Oricon et est resté classé pendant 34 semaines. daydream se retrouve également à la 3e place du classement de Billboard Japan lors de la semaine de sa sortie et reste dans le classement pendant 31 semaines,. En mars 2017, l'album a été certifié « Disque d'or » par la Recording Industry Association of Japan pour avoir dépassé les 100 000 exemplaires vendus.

## Liste des pistes
| 1.    | insane dream                             | - aimerrythm - Taka - Jamil Kazmi | Taka                              | Colin Brittain                                       | 4:13 |
| 2.    | ninelie (with Chelly (EGOIST))           | Hiroyuki Sawano                   | Hiroyuki Sawano                   | Hiroyuki Sawano                                      | 4:21 |
| 3.    | twoface                                  | Takahito Uchisawa                 | Takahito Uchisawa                 | - Takahito Uchisawa - Kenji Tamai - Masahiro Tobinai | 3:05 |
| 4.    | Higher Ground                            | - aimerrhythm - Jamil Kazmi       | Taka                              | - Kenji Tamai - Rui Momota                           | 5:14 |
| 5.    | for Lonely (for ロンリー) (with Mao Abe) | Mao Abe                           | Mao Abe                           | - Kenji Tamai - Shogo Ohnishi                        | 4:51 |
| 6.    | Chōchō musubi (蝶々結び)                 | Yojiro Noda                       | Yojiro Noda                       | Yojiro Noda                                          | 5:05 |
| 7.    | Kataomoi (カタオモイ)                    | Takahito Uchisawa                 | Takahito Uchisawa                 | - Takahito Uchisawa - Kenji Tamai - Masahiro Tobinai | 3:27 |
| 8.    | Hz                                       | - Takuya Ohashi - Shintarō Tokita | - Takuya Ohashi - Shintarō Tokita | - Takuya Ohashi - Shintarō Tokita                    | 4:49 |
| 9.    | "Kowairo (声色)                          | TK                                | TK                                | TK                                                   | 4:57 |
| 10.   | closer                                   | - Taka - Jamil Kazmi              | Taka                              | Colin Brittain                                       | 4:13 |
| 11.   | Kizuna (キズナ)                          | - Taka - Jamil Kazmi              | Taka                              | Colin Brittain                                       | 4:56 |
| 12.   | daydream                                 | TK                                | TK                                | TK                                                   | 5:10 |
| 13.   | Stars in the rain                        | - aimerryth - Jamil Kazmi         | Taka                              | - Kenji Tamai - Shogo Ohnishi                        | 2:22 |
| 57:23 |                                          |                                   |                                   |                                                      |      |

| 1. | insane dream (Clip)                                                   |  |
| 2. | us (Clip)                                                             |  |
| 3. | ninelie (Clip)                                                        |  |
| 4. | Falling Alone (Clip)                                                  |  |
| 5. | Chōchō musubi (蝶々結び) (Clip)                                       |  |
| 6. | “Kōtetsujō no Kabaneri” (「甲鉄城のカバネリ」) (Special Ending Movie) |  |

| 1.  | insane dream (Clip)                                                                                               |  |
| 2.  | us (Clip) |  |
| 3.  | ninelie (Clip) |  |
| 4.  | Falling Alone (Clip)                                                                                              |  |
| 5.  | Chōchō musubi (蝶々結び) (Clip)                                                                                   |  |
| 6.  | MOON RIVER (Aimer Live Tour“DAWN”, 3 novembre 2015)                                                               |  |
| 7.  | Believe Be:leave (Aimer Live Tour“DAWN”, 3 novembre 2015)                                                         |  |
| 8.  | Noir! Noir! (Aimer Live Tour“DAWN”, 3 novembre 2015)                                                              |  |
| 9.  | Anata ni deawanakereba: Kasetsutōka (あなたに出会わなければ～夏雪冬花～) (Aimer Live Tour“DAWN”, 3 novembre 2015) |  |
| 10. | Kimi wo matsu (君を待つ) (Aimer Live Tour“DAWN”, 3 novembre 2015)                                                 |  |
| 11. | Re:pray (Aimer Live Tour“DAWN”, 3 novembre 2015)                                                                  |  |
| 12. | Re:far (Aimer Live Tour“DAWN”, 3 novembre 2015)                                                                   |  |
| 13. | Heartache (reprise de ONE OK ROCK) (Aimer Live Tour“DAWN”, 3 novembre 2015)                                       |  |
| 14. | Dare ka, umi wo. (誰か、海を。) (Aimer Live Tour“DAWN”, 3 novembre 2015)                                          |  |
| 15. | AM02:00 - AM04:00 (Aimer Live Tour“DAWN”, 3 novembre 2015)                                                        |  |
| 16. | After Rain (Aimer Live Tour“DAWN”, 3 novembre 2015)                                                               |  |
| 17. | Hoshi no kieta yoru ni (星の消えた夜に) (Aimer Live Tour“DAWN”, 3 novembre 2015)                                  |  |
| 18. | LAST STARDUST (Aimer Live Tour“DAWN”, 3 novembre 2015)                                                            |  |
| 19. | Brave Shine (Aimer Live Tour“DAWN”, 3 novembre 2015)                                                              |  |
| 20. | DAWN (Aimer Live Tour“DAWN”, 3 novembre 2015)                                                                     |  |
| 21. | “Kōtetsujō no Kabaneri” (「甲鉄城のカバネリ」) (Special Ending Movie)                                             |  |